# Huopalahti
Huopalahti est une ancienne municipalité du sud de la Finlande, entre Helsinki et Espoo. En 1903, une gare est ouverte à 6 km du centre d'Helsinki sur la voie ferrée de Turku, dans ce qui est alors la municipalité rurale d'Helsinki (qui deviendra plus tard Vantaa). La gare reçoit le nom de la baie voisine, Huopalahti. Un quartier se développe à proximité, et en 1919 une nouvelle commune est créée. Elle regroupe le territoire autour de la gare de Huopalahti (les actuels quartiers de Munkkiniemi, Munkkivuori et Haaga) et la plupart des îles séparant Espoo d'Helsinki, en particulier Lauttasaari. En tout quelques centaines d'habitants, et encore moins lorsque la commune d'Haaga s'en sépare en 1923. En tout, Huopalahti ne compte que 500 habitants en 1930, au début du processus d'urbanisation. La commune connaît une très forte augmentation de sa population entre 1938 et 1945 et elle est finalement rattachée à Helsinki au 1er janvier 1946.

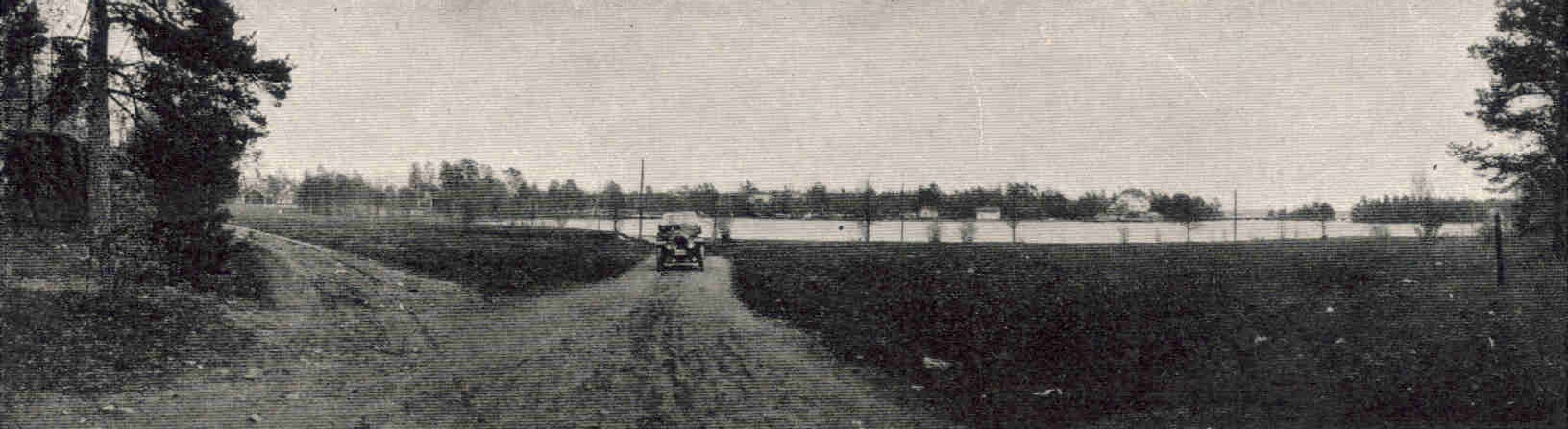
Munkkiniemi en 1915